# Herkules Oswald
Herkules Oswald (* 11. Januar 1823 in Ilanz; † 21. September 1869 in Chur, reformiert, heimatberechtigt in Ilanz) war ein Schweizer Politiker (Liberale).

## Leben
Herkules Oswald kam am 11. Januar 1823 in Ilanz als Sohn des Kaufmanns Georg Oswald und der Regina geborene Bundi zur Welt. Seine schulische Ausbildung erhielt er an der Dorfschule Ilanz, an der Kantonsschule Chur sowie am Pädagogium in Basel. Im Anschluss absolvierte er ein Studium der Rechte an den Universitäten Basel und München.
In der Folge war er zunächst ab 1845 als Aktuar des kantonalen Verhöramtes und des Kriminalgerichts, ab 1849 als Rechtsanwalt in Ilanz, von 1855 bis 1863 als kantonaler Instruktionsrichter in Chur und zuletzt als Anwalt in Chur tätig.
Herkules Oswald heiratete in erster Ehe Verena, die Tochter des Churer Zunftmeisters Samuel Bernhard, in zweiter Ehe Maria, die Tochter des aus Thusis stammenden Landammanns Martin Schreiber. Oswald verstarb am 21. September 1869 im Alter von nur 46 Jahren in Chur.

## Politischer Werdegang
Herkules Oswald, Mitglied der Liberalen Partei, begann seine politische Karriere 1848 im Bündner Grossen Rat, dem er anschliessend bis 1849, von 1853 bis 1854 sowie von 1859 bis 1860 angehörte. Darüber hinaus vertrat er den Kanton zwischen 1862 und 1863 im Ständerat.